# Умброві
Умброві (Umbridae) — родина  риб ряду Щукоподібних. Містить дрібнорозмірних риб, зазвичай до 33 см довжиною, але більшість менше в половину.

## Види
Містить сім видів в трьох родах:
- Рід Dallia
  - Dallia admirabilis
  - Dallia delicatissima
  - Dallia pectoralis
- Рід Novumbra — монотиповий
  - Novumbra hubbsi
- Рід Umbra
  - Umbra krameri
  - Umbra limi
  - Umbra pygmaea